# Legnano (Radsportteam)

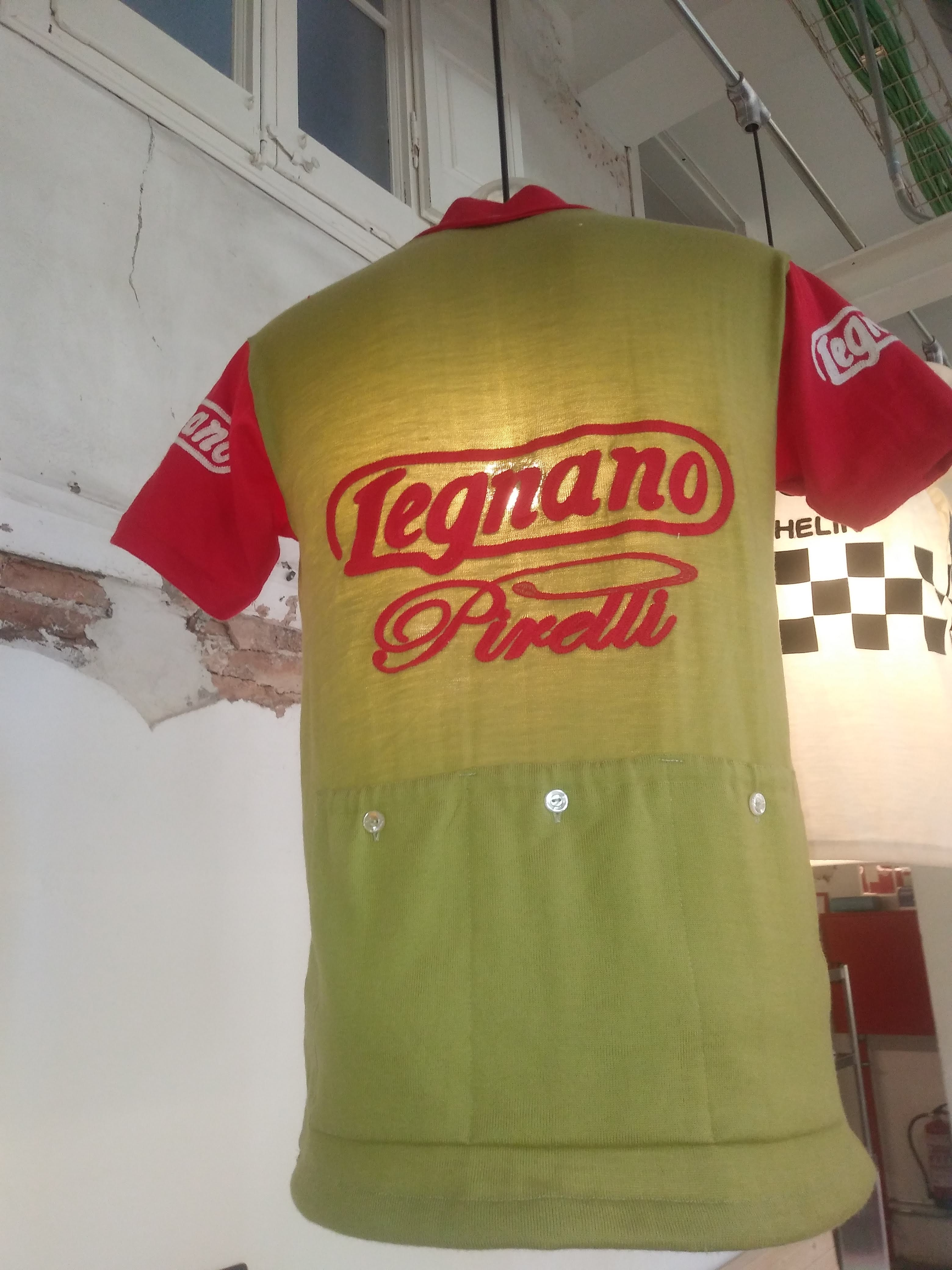
Team Trikot Legnano-Pirelli

Legnano war ein italienisches Radsportteam, das von 1906 bis 1966 bestand. Es gewann elfmal den Giro d’Italia.

## Geschichte
Ab 1906 wurde Pierino Albini als Einzelfahrer gesponsert. Ab 1909 wurde das erste Team von zwölf Fahrern unterstützt. Das Team nahm insgesamt 46-mal am Giro d’Italia teil und gewann dabei 14-mal die Gesamtwertung und 144-mal eine Etappe. Bei den Monumenten des Radsports konnte zwölfmal bei der Lombardei-Rundfahrt und siebenmal bei Mailand–Sanremo der erste Platz erreicht werden. 1962 nahm das Team das erste und einzige Mal an der Tour de France teil und konnte dort Platz 7 belegen.
Am Ende der Saison 1966 löste sich das Team auf.
Hauptsponsor war der italienische Fahrradhersteller Legnono aus Legnano. Co-Sponsoren waren der italienische Reifenhersteller Pirelli, die französische Reifenhersteller Hutchinson und Clément sowie Wolsit, eine Radmarke in der Legnanogruppe.

## Erfolge (Auszug)
1908
- eine Etappe Giro di Sicilia

1909
- vier Etappen Giro d’Italia
- Roma
- Italienischer Meister – Straßenrennen

1910
- drei Etappen Giro d’Italia
- zwei Etappen Tour de France
- Giro di Romagna
- Paris–Brüssel
- Bordeaux–Paris
- Coppa Val d’Olona
- Imola–Piacenza–Imola
- Französischer Meister – Straßenrennen

1911
- eine Etappe Giro d’Italia
- Giro dell’Emilia

1912
- vier Etappen Giro d’Italia
- zwei Etappen Tour de France
- Corsa del Commercio

1913
- fünf Etappen Giro d’Italia
- Tour du Hainaut
- Mailand–Turin
- Belgischer Meister – Straßenrennen

1914
- zwei Etappen Giro d’Italia

1919
- Flandern-Rundfahrt
- Gran Fondo-La Seicento
- Gesamtwertung und zwei Etappen Rom–Neapel–Rom

1920
- eine Etappe Giro d’Italia
- Giro dell’Emilia

1921
- Gesamtwertung und eine Etappe Giro d’Italia
- Giro del Piemonte
- Tour du Lac Léman

1922
- Gesamtwertung und sieben Etappen Giro d’Italia
- Mailand–Sanremo 1922
- Giro del Veneto
- Giro della Provincia Milano

1923
- eine Etappe Giro d’Italia
- Lombardei-Rundfahrt 1923
- Giro della Romagna
- Coppa Cavacciocchi
- Milano–Modena

1925
- Gesamtwertung und drei Etappen Giro d’Italia
- Lombardei-Rundfahrt 1925
- Giro della Toscana

1926
- Gesamtwertung und sieben Etappen Giro d’Italia
- Lombardei-Rundfahrt 1926
- Giro del Piemonte
- Imola–San Marino
- Giro della Toscana
- Rom–Neapel–Rom
- Milano–Modena
- Italienischer Meister – Straßenrennen

1927
- Gesamtwertung und dreizehn Etappen Giro d’Italia
- Weltmeister – Straßenrennen
- Lombardei-Rundfahrt 1927
- Giro del Piemonte
- Giro della Toscana
- Italienischer Meister – Straßenrennen

1928
- Gesamtwertung und sechs Etappen Giro d’Italia
- Predappio Alta–Roma
- Giro del Veneto
- Tre Valli Varesine
- Giro della Provincia di Reggio Calabria
- Rund um Köln
- Italienischer Meister – Straßenrennen

1929
- Gesamtwertung und zwölf Etappen Giro d’Italia
- Mailand–Sanremo 1929
- Giro della Romagna
- Predappio Alta–Roma
- eine Etappe Giro di Sicilia
- Italienischer Meister – Straßenrennen

1930
- Gesamtwertung und vier Etappen Giro d’Italia
- Weltmeister – Straßenrennen
- Tre Valli Varesine

1931
- Mailand–Sanremo 1931
- zwei Etappen Giro d’Italia
- Giro del Veneto
- Predappio Alta–Roma
- Lombardei-Rundfahrt 1931

1932
- eine Etappe Giro d’Italia
- Weltmeister – Straßenrennen

1933
- Gesamtwertung,  Bergwertung und sechs Etappen Giro d’Italia
- eine Etappe Tour de Suisse

1934
- eine Etappe Giro d’Italia
- drei Etappen Giro del Lazio
- eine Etappe Tour de Suisse
- Tre Valli Varesine

1935
- eine Etappe Tour de Suisse
- eine Etappe Paris–Nizza
- Mailand–Turin
- Giro della Provincia Milano

1936
- Gesamtwertung,  Bergwertung und vier Etappen Giro d’Italia
- Lombardei-Rundfahrt 1936
- eine Etappe Giro del Lazio
- Nizza-Mont Agel

1937
- Gesamtwertung,  Bergwertung und sieben Etappen Giro d’Italia
- Giro della Romagna
- Giro del Piemonte
- Italienischer Meister – Straßenrennen

1938
- Mailand–Turin
- Tre Valli Varesine
- Giro della Romagna
- Busto Arsizio
- Giro del Veneto

1939
- fünf Etappen und  Bergwertung Giro d’Italia
- Mailand–Sanremo 1939
- Lombardei-Rundfahrt 1939
- Giro del Piemonte
- Mailand–Turin
- Giro della Toscana
- Memorial Fausto Coppi

1940
- Gesamtwertung,  Bergwertung und fünf Etappen Giro d’Italia
- Mailand–Sanremo 1940
- Lombardei-Rundfahrt 1940
- Giro della Toscana
- Mailand–Turin
- Giro di Campania
- Giro del Lazio
- Italienischer Meister – Straßenrennen

1941
- Mailand–Sanremo 1941
- Lombardei-Rundfahrt 1941
- Giro della Toscana
- Giro del Veneto
- Giro dell’Emilia
- Tre Valli Varesine

1942
- Mailand–Turin
- Giro del Veneto
- Giro di Campania
- Italienischer Meister – Straßenrennen

1943
- Italienischer Meister – Straßenrennen

1945
- Lombardei-Rundfahrt 1945
- Trofeo Matteotti
- Gesamtwertung und zwei Etappen Giro del Lazio
- Giro di Campania

1946
- Gesamtwertung,  Bergwertung und drei Etappen Giro d’Italia
- Gesamtwertung und fünf Etappen Tour de Suisse
- Meisterschaft von Zürich
- Trofeo Matteotti

1947
- fünf Etappen und  Bergwertung Giro d’Italia
- Gesamtwertung und zwei Etappen Tour de Suisse
- Mailand–Sanremo 1947
- Giro della Toscana
- zwei Etappen Tour de Romandie

1948
- fünf Etappen Giro d’Italia
- Meisterschaft von Zürich
- Mailand–Rapallo
- Coppa Bernocchi
- GP Alghero
- Giro della Toscana

1949
- vier Etappen Giro d’Italia
- Giro del Piemonte
- Imola–San Marino
- Giro dell’Emilia

1950
- eine Etappe Giro d’Italia
- Lombardei-Rundfahrt 1950
- Giro dell’Appennino
- Coppa Agostoni
- eine Etappe Giro di Sicilia

1951
- drei Etappen Giro d’Italia
- Sassari–Cagliari
- Trofeo Baracchi

1952
- fünf Etappen Giro d’Italia
- Lombardei-Rundfahrt 1952
- Giro dell’Appennino
- Tre Valli Varesine
- Giro del Piemonte
- Giro di Campania
- Trofeo Baracchi
- Italienischer Meister – Straßenrennen

1953
- zwei Etappen Giro d’Italia
- zwei Etappen Giro di Sicilia
- zwei Etappen Rom–Neapel–Rom
- Giro del Lazio
- GP Industria e Commercio di Prato
- Coppa Bernocchi
- Tre Valli Varesine

1954
- zwei Etappen Giro d’Italia
- eine Etappe Rom–Neapel–Rom
- Giro della Romagna
- Giro dell’Appennino
- Tre Valli Varesine
- zwei Etappen Belgien-Rundfahrt
- Coppa Sabatini

1955
- drei Etappen Giro d’Italia
- Giro del Piemonte

1956
- Sassari-Cagliari
- eine Etappe Giro di Sicilia
- eine Etappe Rom–Neapel–Rom
- zwei Etappen Giro d’Italia
- Giro della Toscana
- Giro del Veneto
- Italienischer Meister – Straßenrennen

1957
- eine Etappe Giro d’Italia
- Giro di Campania
- Giro della Romagna
- Giro del Lazio
- Lugano Chrono
- Trofeo Baracchi
- Italienischer Meister – Straßenrennen

1958
- Gesamtwertung und vier Etappen Giro d’Italia
- Weltmeister – Straßenrennen
- zwei Etappen Rom–Neapel–Rom
- Trofeo Baracchi
- Italienischer Meister – Straßenrennen

1960
- Mailand–Turin
- Coppa Sabatini

1961
eine Etappe Rom–Neapel–Rom
- Coppa Agostoni

1962
- eine Etappe Giro d’Italia

1963
- zwei Etappen Giro d’Italia
- Giro di Campania
- Giro del Piemonte
- Mailand–Vignola
- zwei Etappen Giro della Valle d’Aosta
- Giro del Lazio

1964
- eine Etappe Giro d’Italia
- Giro di Romagna

1965
- Giro della Toscana

## Grand-Tour-Platzierungen
| Grand Tour         | 1909 | 1910 | 1911 | 1912 | 1913 | 1914 | 1919 | 1920 | 1921 | 1922 | 1923 | 1924 | 1925 | 1926 | 1927 | 1928 | 1929 | 1930 | 1931 | 1932 | 1933 | 1934 | 1935 | 1936 | 1937 | 1938 | 1939 | 1940 | 1946 | 1947 | 1948 | 1949 | 1950 | 1951 | 1952 | 1953 | 1954 | 1955 | 1956 | 1957 | 1958 | 1959 | 1960 | 1961 | 1962 | 1963 | 1964 | 1965 | 1966 |
| ------------------ | ---- | ---- | ---- | ---- | ---- | ---- | ---- | ---- | ---- | ---- | ---- | ---- | ---- | ---- | ---- | ---- | ---- | ---- | ---- | ---- | ---- | ---- | ---- | ---- | ---- | ---- | ---- | ---- | ---- | ---- | ---- | ---- | ---- | ---- | ---- | ---- | ---- | ---- | ---- | ---- | ---- | ---- | ---- | ---- | ---- | ---- | ---- | ---- | ---- |
| Giro d’ItaliaGiro  | 4    | –    | –    | 6    | 2    | –    | –    | –    | 1    | 1    | 2    | –    | 1    | 1    | 1    | 1    | 1    | 1    | 3    | 3    | 1    | 6    | 6    | 1    | 1    | –    | 2    | 1    | 1    | 2    | 8    | 4    | 12   | 11   | 10   | 12   | 12   | 23   | 9    | 3    | 1    | 5    | 4    | 11   | 2    | 7    | 19   | 13   | 12   |
| Tour de FranceTour | –    | –    | –    | –    | –    | –    | –    | –    | –    | –    | –    | –    | –    | –    | –    | –    | –    | –    | –    | –    | –    | –    | –    | –    | –    | –    | –    | –    | –    | –    | –    | –    | –    | –    | –    | –    | –    | –    | –    | –    | –    | –    | –    | –    | 7    | –    | –    | –    | –    |

## Bekannte Fahrer
- Pierino Albini
- Giovanni Rossignoli
- Dario Beni
- Maurice Brocco
- Jean-Baptiste Dortignacq
- Émile Georget
- Henri Lignon
- Ernesto Azzini
- Eberardo Pavesi
- Giuseppe Azzini
- Clemente Canepari
- Joseph Vandaele
- Carlo Galetti
- Henri Van Lerberghe
- Lucien Buysse
- Leopoldo Torricelli
- Franco Giorgetti
- Giuseppe Enrici
- Pietro Linari
- Nello Ciaccheri
- Ermanno Vallazza
- Giovanni Brunero
- Mario Bianchi
- Alfredo Dinale
- Luigi Marchisio
- Leonida Frascarelli
- Eugenio Gestri
- Aldo Canazza
- Alfredo Binda
- Remo Bertoni
- Severino Canavesi
- Giovanni Gotti
- Francesco Camusso
- Luigi Barral
- Adalino Mealli
- Raffaele Di Paco
- Learco Guerra
- Osvaldo Bailo
- Secondo Magni
- Primo Volpi
- Pierino Favalli
- Fausto Coppi
- Aldo Bini
- Bruno Pasquini
- Renzo Zanazzi
- Mario Ricci
- Giovanni Corrieri
- Gino Bartali
- Renzo Soldani
- Adolfo Leoni
- Nino Defilippis
- Rino Benedetti
- Giuseppe Minardi
- Vincenzo Zucconelli
- Nello Fabbri
- Giorgio Albani
- Ercole Baldini
- Arnaldo Pambianco
- Imerio Massignan
- Graziano Battistini
- Marino Vigna
- Adriano Durante
- Luciano Sambi